# حادثه (فیلم ۱۹۸۵)
«حادثه» (انگلیسی: Accident) یک فیلم است که در سال ۱۹۸۵ منتشر شد.